# Заболоття (Ніжинський район)
За́болоття — село в Україні, у Дмитрівській селищній громаді Ніжинського району Чернігівської області.

## Населення

### Мова
Розподіл населення за рідною мовою за даними перепису 2001 року:
| Мова       | Кількість | Відсоток |
| ---------- | --------- | -------- |
| українська | 38        | 92.68%   |
| російська  | 3         | 7.32%    |
| Усього     | 41        | 100%     |

## Історія
Засновано вихідцями із села Рубанка, які пересилился за болото, у напрямку Парафіївки. Завжди Заболоття існувало як хутір села Рубанка, бо храмували й храмують досі у день св. Миколи.

## Сучасний стан
До села прокладено нову асфальтову дорогу, яка закінчується у напрямку Парафіївки. Жилими залишаються найкращі цегляні будинки.